# Minimovellentodon
Minimovellentodon — викопний рід гієнодонтів, що мешкав у Франції під час іпри. Наразі це монотипний рід, який містить вид M. russelli.